# Shai Bachar
Shai Bachar –en hebreo, שי בכר– (27 de octubre de 1969) es un deportista israelí que compitió en vela en la clase 470.
Ganó una medalla de bronce en el Campeonato Mundial de 470 de 1993 y una medalla de bronce en el Campeonato Europeo de 470 de 1993.

## Palmarés internacional
| \| Campeonato Mundial \| Campeonato Mundial \| Campeonato Mundial \| Campeonato Mundial \| \| Año \| Lugar \| Medalla \| Clase \| \| ------------------ \| ----------------------- \| ------------------ \| ------------------ \| \| 1993 \| Crozon-Morgat (Francia) \| Medalla de bronce \| 470 \| \| Campeonato Europeo \| \| \| \| \| Año \| Lugar \| Medalla \| Clase \| \| 1993 \| Breitenbrunn (Austria) \| Medalla de bronce \| 470 \| |                         |                   |       |
| Campeonato Mundial |                         |                   |       |
| Año | Lugar                   | Medalla           | Clase |
| 1993 | Crozon-Morgat (Francia) | Medalla de bronce | 470   |
| Campeonato Europeo |                         |                   |       |
| Año | Lugar                   | Medalla           | Clase |
| 1993 | Breitenbrunn (Austria)  | Medalla de bronce | 470   |